# Crane Hill
Crane Hill es una comunidad no incorporada en el condado de Cullman, Alabama, Estados Unidos. Se ubica en la parte suroeste del condado.

## Historia
La comunidad de Crane Hill remonta su historia a 1806, cuando los primeros colonos registraron sus títulos de propiedad. El nombre Crane Hill se colocó en honor a la grulla canadiense (en inglés: sandhill crane) que pescaba en los arroyos de la zona.
En el lugar se encuentra la Logia Masónica de Crane Hill que figura tanto en el Registro de Monumentos y Patrimonio de Alabama como en el Registro Nacional de Lugares Históricos.